# San Andrés Duraznal
San Andrés Duraznal là một đô thị thuộc bang Chiapas, México. Năm 2005, dân số của đô thị này là 3145 người.